# Exochus pictus
Exochus pictus är en stekelart som beskrevs av Holmgren 1858. Exochus pictus ingår i släktet Exochus och familjen brokparasitsteklar. Arten är reproducerande i Sverige. Utöver nominatformen finns också underarten E. p. xanthopsis.